# عروس سنگ (سرده)
عروس سنگ (نام علمی: Dionysia) نام یک سرده از تیره پامچالیان است.